# Acerbus Morena
Acerbus Morena († 8. Oktober 1167 in Siena) war ein Richter in Lodi und Chronist.

## Leben
Er setzte für die Zeit ab 1161/62 bis August 1164 die Chronik (Historia Friderici I. imperatoris, Historia rerum Laudensium) seines Vaters Otto Morena fort (ein dritter daran anschließender Teil ist entweder von seinem Vater oder von einem anonymen Bearbeiter). Sie schildert den Kampf von Lodi gegen Mailand und die Feldzüge und Handlungen von Friedrich I. in der Lombardei. Friedrich I. war von Lodi, dass von den Mailändern 1111 zerstört wurde, 1153 zu Hilfe gerufen worden und kämpfte auf Seiten des Kaisers gegen Mailand. Acerbus war wie sein Vater Richter (iudex ac missus, ernannt von Konrad III.) in Lodi gewesen und überlebte (nach Franz-Josef Schmale) seinen Sohn. Acerbus war Richter und  spätestens ab 1162 Podestà von Lodi. Er war auch kaiserlicher Richter (imperialis curie iudex) und Notar. Acerbus nahm an der Belagerung von Mailand teil und begleitete Friedrich I. 1167 nach Rom, wo der Kaiser starb. Im gleichen Jahr starb er an der Pest, die im Heer von Friedrich I. ausgebrochen war. Wie sein Vater schrieb er in schlechtem Latein, aber detailreich und kurzgehalten ohne Ausschmückungen. Die Chronik enthält auch für solche Werke ungewöhnliche einprägsame Persönlichkeitsschilderungen, was den Augenzeugencharakter vieler Ereignisschilderungen unterstreicht.

## Schriften
- Ferdinand Güterbock: Das Geschichtswerk des Otto Morena und seiner Fortsetzer über die Taten Friedrichs I. in der Lombardei (Ottonis Morenae et continuatorum historia Frederici I.), Monumena Germaniae Historica, Scriptores rerum Germanicarum, Nova Series, Band 7, 1930, 
  - Deutsche Übersetzung in: Franz-Josef Schmale: Italienische Quellen über die Taten Kaiser Friedrichs I. in Italien und der Brief über den Kreuzzug Kaiser Friedrichs I., Ausgewählte Quellen zur deutschen Geschichte des Mittelalters, Band 17 a, Wissenschaftliche Buchgesellschaft, Darmstadt 1986